# بويرتو كارينيو
بويرتو كارينيو هي عاصمة محافظة وبلدية إدارة فيتشادا في سهول اللانوس في كولومبيا.